# Джозеф Дженкінс Робертс
Джо́зеф Дже́нкінс Ро́бертс (англ. Joseph Jenkins Roberts; 15 березня, 1809, Вірджинія, США — 24 лютого, 1876, Монровія, Ліберія) — ліберійський державний і політичний діяч, двічі президент Ліберії.

## Біографія
Робертс народився у змішаній афро-європейській родині. Дитинство провів у Норфолку (Вірджинія, США), де закінчив Норфолкську академію і старшу школу Морі. Пізніше переїхав до міста Пітерсберга (Вірджинія), де працював у сімейному кораблебудівному бізнесі. 1829 року його родина переїхала до Ліберії, де відкрила крамницю у Монровії. 1839 року Джозеф Дженкінс Робертс став заступником губернатора, а 1841 — губернатором. Він запам'ятався як «батько Ліберії», допоміг їй здобути незалежність 1847 року, після чого став її першим президентом.

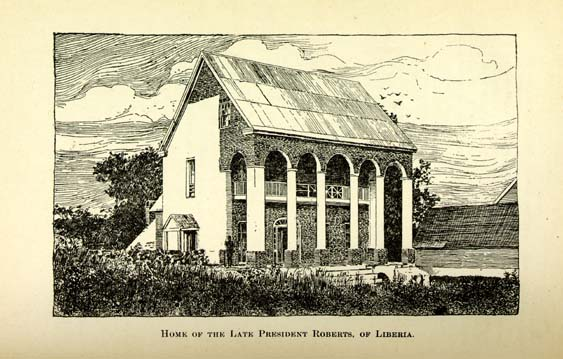
Літографія будинку Робертса Джозеф Дженкінса в Монровії

Робертс керував країною до 1856 року, коли пішов у відставку. Однак 1871 в результаті державного перевороту президент Едвард Джеймс Рой був повалений військами, лояльними до Республіканської партії Ліберії, внаслідок того, що він бажав скасувати наступні президентські вибори. Робертс, лідер республіканської партії, виграв ті вибори та знову став президентом Ліберії, перебував на посаді до 1876 року.
Головне летовище Ліберії назване на честь Джозефа Дженкінса Робертса «Робертс Філд» (англ. Roberts Field).